# Dragodid
Dragodid je naselje u Hrvatskoj, nalazi se u gradu Komiža u Splitsko-dalmatinskoj županiji. Prema popisu stanovništva iz 2011. naselje nije imalo stanovnika. Naselje se nalazi na sjeverozapadu otoka Visa, pedesetak minuta hoda od Komiže. U blizini naselja nalaze se uvale Dragodid i Zokamica.

## Povijest
Naselje je osnovano početkom 19. stoljeća od težačke obitelji Suić. Naselje je napušteno sredinom 20. stoljeća, danas ima povremeno stanovnike. Prvi doseljenik bio je Mate Suić.
Dragodid je mlađi od okolnih naselja (Rudine, Konjska Glava, Batol i Sv. Bjož). Usprkos tome postao je stjecajem okolnosti centar.
Od 2002. godine obližnji mještani i dobrovoljci obnavljaju naselje tako da grade suhozide. Pod graditeljskom rukom barba Andrije Suića te je godine započela radom  - kako ju je on nazvao - Međunarodna škola arhitekture  - specijalnost suhozid - u cemu je barba Andrija Suic bio nenadmašiv majstor. I doista - u Dragodid su uskoro počele pristizati ekipe mladih graditelja i arhitekata iz vise krajeva Europe. Ostajali bi po 10 do 15 dana, čistili okoliš i učili kako kamenim pločama pokriti krov kamene kućice.
Na žalost barba Andrija Suić je umro. Umro je i njegov sin Tomislav. Obojica su pokopani na Markovu polju kraj Zagreba.
2004. snimljen je dokumentarni film o dvaju starim povratnicima u Dragodid S nekim riječ podijelit.

## Stanovništvo
Prema popisu iz 2011. godine naselje nije imalo stanovnika. Naselje prema popisu stanovništva iz 2011. godine nije imalo domaćinstava.
Naselje je osnovala obitelj Suić, stanovništvo Dragodida je raslo sve do prve polovice 20. stoljeća.

## Vanjske poveznice
- Selo Dragodid  Arhivirana inačica izvorne stranice od 11. lipnja 2014. (Wayback Machine)
- Turistička zajednica Grada Komiže[neaktivna poveznica]
- Izlet na Vis